# Comté de Sherbrooke
Pour les articles homonymes, voir Sherbrooke (homonymie).
Le comté de Sherbrooke était un comté municipal du Québec ayant existé entre 1855 et le début des années 1980. Le territoire qu'il couvrait fait aujourd'hui partie de la région de l'Estrie et est compris principalement dans la ville actuelle de Sherbrooke et en moindre part dans les MRC de Memphrémagog, de Coaticook et du Haut-Saint-François. Son chef-lieu était la ville de Sherbrooke.
Le comté de Sherbrooke n'a pas toujours été considéré sur le même pied que les comtés municipaux ordinaires du Québec. En effet sa superficie est plus petite que celle des comtés voisins et il a en son centre la ville la plus importante de la région, et on l'assimilait à la ville de Sherbrooke et ses annexes. Par exemple, dans un répertoire des comtés datant de 1896, on le nomme municipalité de comté de Sherbrooke au lieu de comté de ... dans les autres cas.
Le nom du comté provient de la ville de Sherbrooke, elle-même nommée ainsi en 1818 en l'honneur du gouverneur John Coape Sherbrooke. 

## Municipalités situées dans le comté

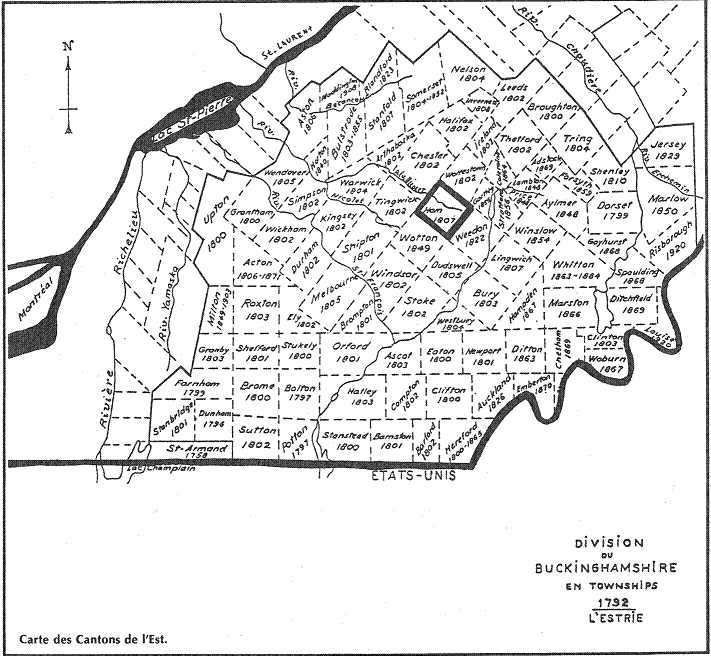
Carte des cantons de l'est, incluant ceux qui ont formé le comté de Sherbrooke

- Ascot (fusionnée à Sherbrooke en 2002)
- Ascot Corner
- Compton (située dans le district électoral de Compton mais incluse dans le comté municipal de Sherbrooke)[2].
- Deauville (nommé Petit-Lac-Magog de 1917 à 1945[3], fusionné à Sherbrooke en 2002)
- Lennoxville (fusionnée à Sherbrooke en 2002)
- Orford
- Sherbrooke
- Waterville (située dans le district électoral de Compton mais incluse dans le comté municipal de Sherbrooke.)

## Description
Le comté a été formé des cantons d'Ascot, d'Orford et de Compton.